# Neoperla taihorinensis
Neoperla taihorinensis är en bäcksländeart som först beskrevs av František Klapálek 1913.  Neoperla taihorinensis ingår i släktet Neoperla och familjen jättebäcksländor. Inga underarter finns listade i Catalogue of Life.